# یواس‌اس تریسر (ای‌جی‌آر-۱۵)
یواس‌اس تریسر (ای‌جی‌آر-۱۵) (به انگلیسی: USS Tracer (AGR-15)) یک کشتی بود که طول آن 441' بود. این کشتی در سال ۱۹۴۵ ساخته شد.